# هولغر هيرونيموس
هولغر هيرونيموس (بالألمانية: Holger Hieronymus)‏ (مواليد 22 فبراير 1959) هو لاعب كرة قدم. يلعب مع منتخب ألمانيا الغربية لكرة القدم. سبق له أن لعب في كأس العالم لكرة القدم مع منتخب بلاده.

## مسيرته الكروية
لعب هولغر هيرونيموس خلال مسيرته الاحترافية مع ناديين في ستة مواسم وسجل خلالها 9 أهداف ضمن 148 مباراة. ولم يفز بأي موسم بالكأس وفاز في موسمين بالدوري.
خاض هولغر هيرونيموس مسيرته مع نادي سانت باولي في موسم 1978–79 لمدة موسم واحد، مشاركًا في 27 مباراة سجل خلالها هدفين. ثم انتقل إلى نادي هامبورغ في موسم 1979–80 ليلعب معه خمسة مواسم، حيث شارك في 121 مباراة سجل خلالها 7 أهداف.

## روابط خارجية
- هولغر هيرونيموس على موقع الاتحاد الأوربي (الإنجليزية)
- هولغر هيرونيموس على موقع قاعدة بيانات كرة القدم.إي يو (الإنجليزية)
- هولغر هيرونيموس على موقع بيانات كرة القدم. دي إي (الألمانية)
- هولغر هيرونيموس على موقع ناشيونال فوتبول تيمز (الإنجليزية)
- هولغر هيرونيموس على موقع عالم كرة القدم.نت (الإنجليزية)